# Oxalis meisneri
Oxalis meisneri är en harsyreväxtart som beskrevs av Otto Wilhelm Sonder. Oxalis meisneri ingår i släktet oxalisar, och familjen harsyreväxter. Inga underarter finns listade i Catalogue of Life.